# Арифулин, Александр Алиевич
Александр Алиевич Арифулин (род. 26 февраля 1950, Москва, РСФСР, СССР) — заслуженный юрист Российской Федерации, заместитель Председателя Высшего Арбитражного Суда СССР и Высшего Арбитражного Суда Российской Федерации в отставке, Председатель Комитета по назначениям Арбитражного центра при РСПП, преподаватель, профессор кафедры гражданского и административного судопроизводства Российского государственного университета правосудия, член Экспертного совета при Уполномоченном по правам человека в Российской Федерации, член Апелляционной комиссии при Росаккредитации, автор книг и научно-практических публикаций, посвященных арбитражному процессуальному законодательству России и практике разрешения экономических споров в арбитражно-судебных органах.

## Биография
Родился 26 февраля 1950 г. в Москве.
В 1973 году окончил юридический факультет Московского государственного университета им. М. В. Ломоносова по специальности «правоведение».
Трудовую деятельность начал в 1967 году в Госарбитраже при Мособлисполкоме, где до 1969 года работал делопроизводителем, а затем консультантом.
В 1969 году назначен государственным арбитром Госарбитража при Мособлисполкоме.
В 1973—1974 годах служба в рядах Советской Армии.
В 1974 году назначен исполняющим обязанности государственного арбитра с последующим переводом в государственные арбитры Госарбитража при Мособлисполкоме. Проработал в этой должности до 1977 г.
С 1977 по 1981 гг. осуществляет функции старшего консультанта, заместителя начальника отдела подготовки нормативных актов Государственного арбитража при Совете Министров СССР.
С 1981 по 1987 гг. работает начальником отдела обобщения арбитражной практики и изучения причин, порождающих хозяйственные споры, начальника отдела предупреждения правонарушений в хозяйственной деятельности и контроля над соблюдением договорной дисциплины Государственного арбитража РСФСР.
В период с 1987 по 1991 гг. занимает пост начальника отдела надзора, обобщения арбитражной практики и инструктирования, государственного арбитра — начальника отдела обобщения арбитражной практики и инструктирования, члена коллегии Государственного арбитража СССР.
В 1991—1992 гг. работает в должности заместителя председателя Высшего арбитражного суда СССР.
С марта 1992 г до выхода в отставку в феврале 2007 года — Заместитель Председателя Высшего Арбитражного Суда Российской Федерации.
После выхода в отставку с поста Заместителя Председателя Высшего Арбитражного Суда Российской Федерации, с апреля 2007 года работает в должности профессора кафедры в Российском государственном университете правосудия (РГУП) имени В. М. Лебедева. Является арбитром и Председателем Комитета по назначениям Арбитражного центра при РСПП. Неоднократно был единоличным арбитром или входил в состав третейского суда по рассмотрению споров, вытекающих из гражданских правоотношений данного центра. Также входит в состав Экспертного совета при Уполномоченном по правам человека в Российской Федерации, Апелляционную комиссии при Росаккредитации, является третейским судьей Третейского суда Саморегулируемой некоммерческой организации «Ассоциация разработчиков, изготовителей и поставщиков средств индивидуальной защиты».
Принимал участие в работе над проектами законов в области арбитражного процессуального законодательства РФ, автор научно-практических комментариев к Арбитражному процессуальному кодексу РСФСР, а затем — РФ.

## Научная и преподавательская деятельность
Имеет стаж преподавательской работы более 20 лет. А. А. Арифулин преподавал курс Арбитражный процесс в Московском международном юридическом институте, Московском государственном индустриальном университете, Институте гуманитарного образования и информационных технологий. С апреля 2007 года является профессором и преподавателем в Российском государственном университете правосудия (РГУП) имени В. М. Лебедева.

## Семья
Женат. Сын Арифулин Александр Александрович (род. 15 января 1978 г.) — адвокат, председатель Коллегии адвокатов Московской области «Ars Iuris».